# Arundinaria nagashima
Arundinaria nagashima là một loài thực vật có hoa trong họ Hòa thảo. Loài này được (Mitford) Asch. & Graebn. mô tả khoa học đầu tiên năm 1902.